# Dashte Barchi
Dashte Barchi (afghánská perština: دشت برچی) je osada nacházející se v západní části afghánského Kábulu.
V minulosti byla pustá a zemědělská, ale na začátku 21. století se v ní začali usazovat nově příchozí obyvatelé, většinou Hazárové z provincií Vardaku, Ghazní and Parvánu a několik Paštúnů Kuči.